# ISO-Container

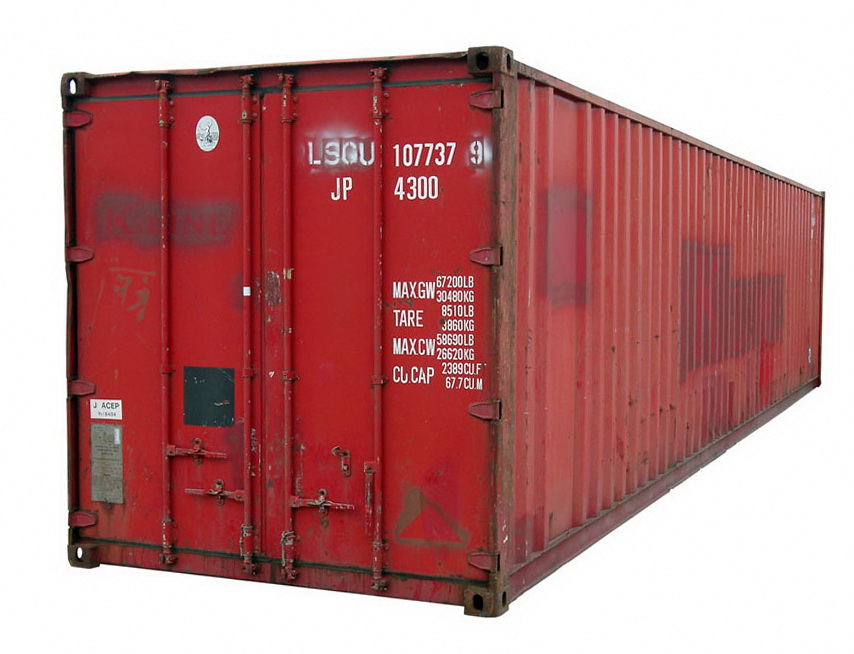
40-Fuß-Container

ISO-Container sind genormte Großraumbehälter (Seefracht-Container, engl. freight containers) aus Stahl, die ein einfaches und schnelles Verladen, Befördern, Lagern und Entladen von Gütern ermöglichen.
Die einschlägigen Normen (zum Beispiel Maße, Halterungen, Stapelbarkeit) wurden koordiniert von der Internationalen Seeschifffahrts-Organisation (IMO) beschlossen und sind in der ISO-Norm 668 festgelegt.
Container für Luftfracht sind nach den Standards der International Civil Aviation Organization (ICAO) genormt und unterliegen anderen Regeln.
Wechselaufbauten haben ähnliche Befestigungsecken in den gleichen Längsabständen wie 20-Fuß-ISO-Container, sind jedoch etwas breiter und damit innen europalettengerecht weit.
Die am weitesten verbreiteten ISO-Container haben eine Breite von 8 Fuß (2,4384 m), eine Höhe von 8 Fuß 6 Zoll = 8½ Fuß (2,591 Meter) und sind entweder 20 Fuß (6,058 m) oder 40 Fuß (12,192 m) lang. Daraus ergeben sich die als Beladungs-Maßeinheiten verwendeten Abkürzungen „TEU“ (Twenty-foot Equivalent Unit) und „FEU“ (Forty-foot Equivalent Unit); es wird beispielsweise zur Benennung der Ladefähigkeit von Containerschiffen, von Umschlagsmengen in Häfen oder von Güterbahnhöfen verwendet.

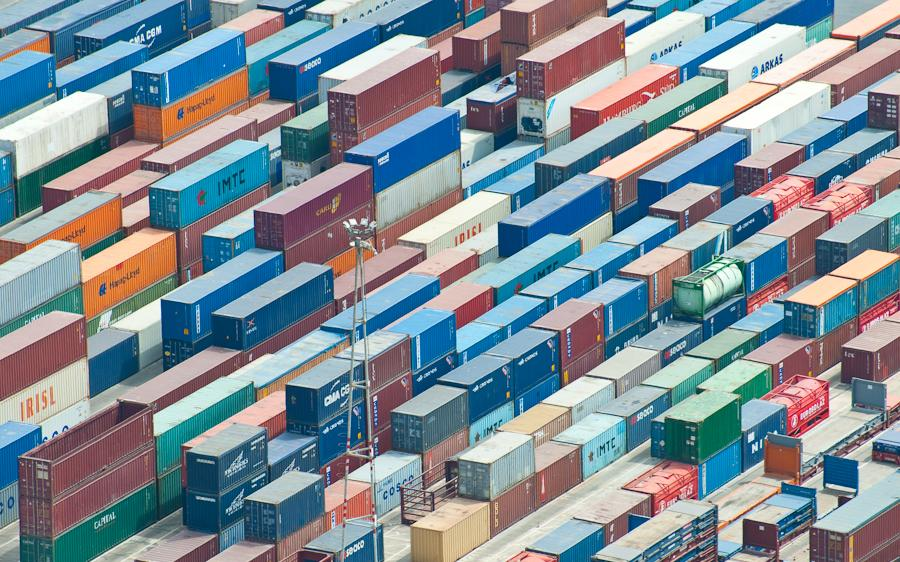
Container im Hafen von Barcelona

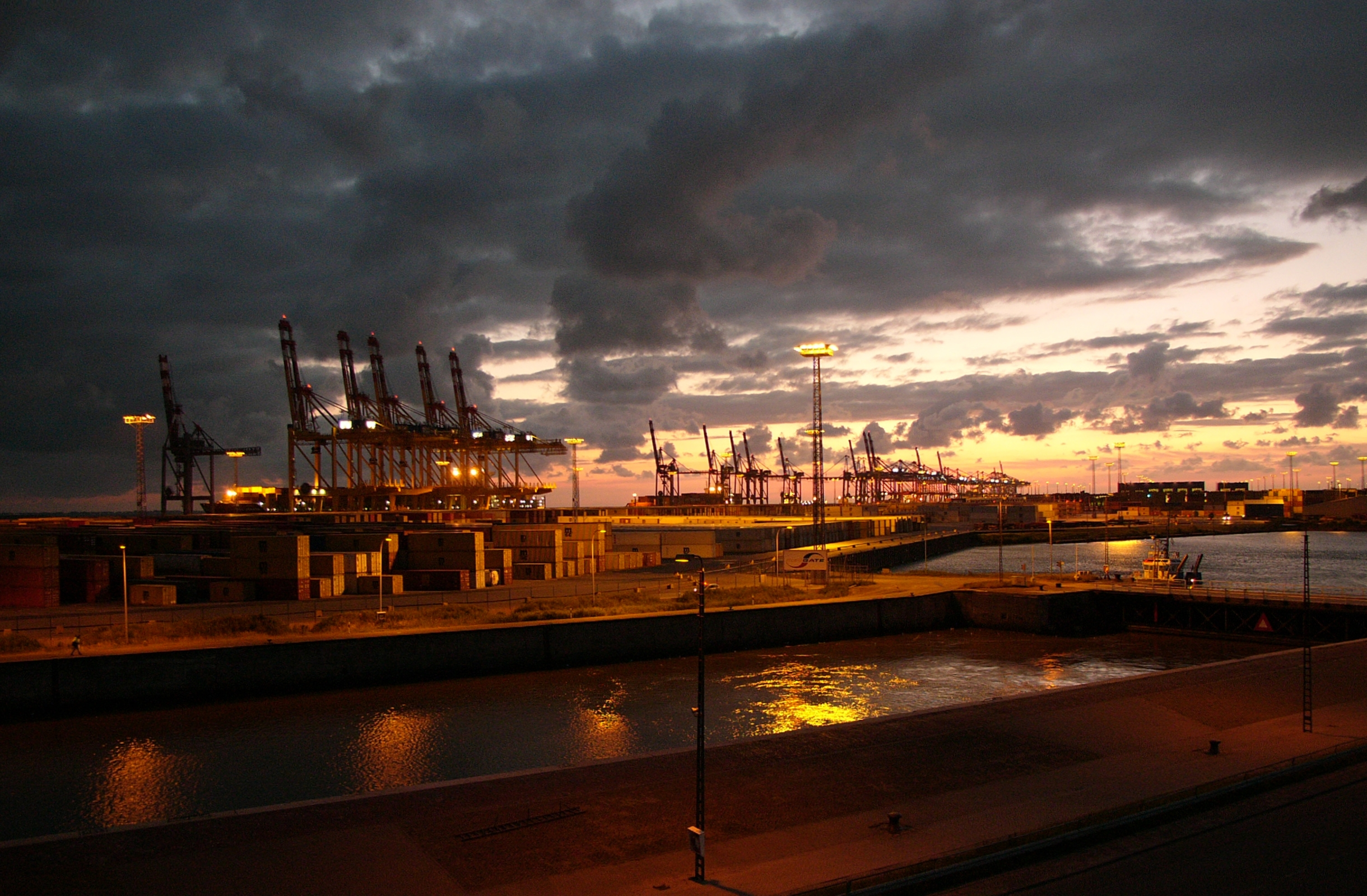
Terminal mit Containerbrücken im Container-Terminal Bremerhaven

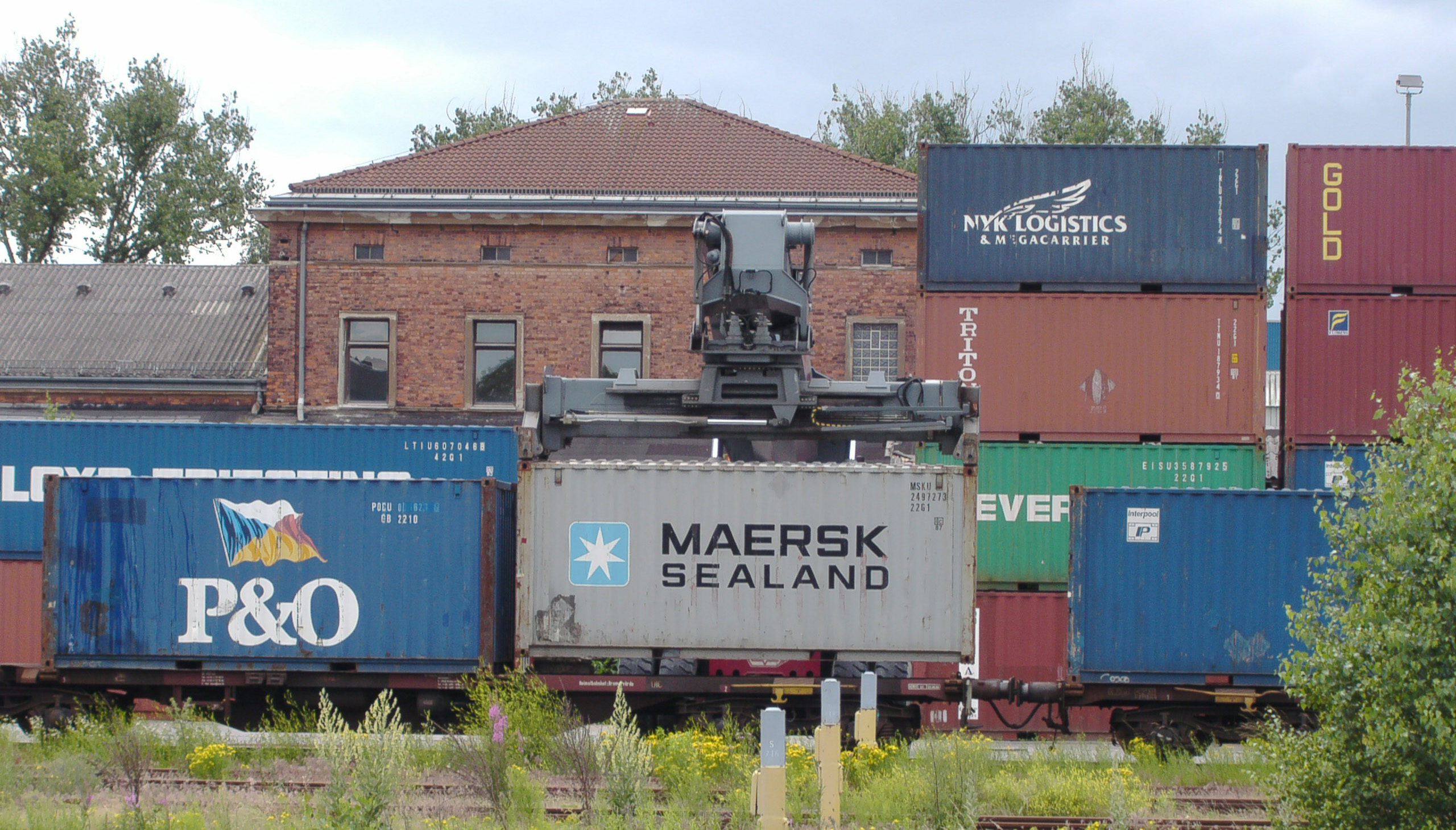
Verladung von ISO-Containern mittels Reach-Stacker in Hof (Saale) Hauptbahnhof

Container für Seefracht können eine Transportkette über Land und Wasser durchlaufen, ohne dass einzelne Gebinde in Häfen oder Bahnhöfen umgeladen werden müssen. Die Container mit stabilem Rahmen, festen Wänden und wasserdichten Türen können in mehr als fünf Lagen übereinander und in mehr als zwanzig Stapeln dicht nebeneinander gestaut werden. Diese Stapel werden für den Seetransport durch Laschen gezurrt.
Im Landverkehr auf der Straße oder im Bahnverkehr sind diese Vorteile der Container gegenüber Sattelaufliegern und Wechselbehältern nicht bedeutsam.
Man unterscheidet zwischen FCL-Verladung (Full Container Load), bei welcher der Versender den Container selbst belädt und der Empfänger selbst entlädt, sowie LCL-Verladung (Less than a Container Load), bei welcher der Versender die Ware per Stückgut an den Transporteur sendet, der diese zusammen mit Stückgut-Sendungen anderer Versender in den Container verlädt, im Zielhafen wieder entlädt und per Stückgut an die Empfänger verteilt.
„Nach ISO-Minimalanforderungen können sechs voll beladene Container übereinander gestapelt werden. Viele Container sind allerdings auf eine Stapelhöhe von neun und mehr vollen Behältern ausgelegt.“ Je nachdem ob im Laderaum oder an Deck des Containerschiffs gelagert wird, sind weitere Einflüsse wie Wind und Wellenschlag zu beachten, die zu den Schiffsbewegungen (Quer- und Längsbeschleunigung) hinzu kommen. An Deck werden die Container mit Twistlocks und Laschstangen/Spannschrauben gesichert, im Laderaum meistens durch Zellgerüste beziehungsweise Cellguides. Da zwei 20′-Container zusammen 76 mm kürzer sind als ein 40′-Container, die Cellguides aber vielfach für 40′-Container bemessen sind, kommen in solchen Fällen zwischen zwei 20′-Containern Staustücke (Twist Stacker) zum Einsatz, um ein Verrutschen zu verhindern.

## Bauformen
Es gibt verschiedene Spezialversionen der Container, so zum Beispiel Kühlcontainer für verderbliche Fracht, Tankcontainer für flüssige und gasförmige Substanzen, Auto-Container für den Pkw-Transport, Wohncontainer für provisorische Unterkünfte sowie Container für die Beförderung lebender Tiere.

## Kennzeichen
Jeder einzelne Container besitzt eine eigene Nummer. Sie besteht aus vier Großbuchstaben, dem Präfix, der für den Eigentümer des Containers steht, und sechs Ziffern plus einer Kontrollziffer.
Diese Nummern sind lediglich in Klarschrift auf den fünf Außenseiten aufgebracht. Maschinenlesbare Codes werden nicht verwendet, so dass zum automatischen Identifizieren Beleuchtungs- und Kamerasysteme verwendet werden müssen. Durch stets wiederholtes Lesen und Weitermelden von Identität und Standort bei jedem Durchgang oder Umschlag können Weg und Transportfortschritt jedes einzelnen Containers auf seiner Reise verfolgt werden.

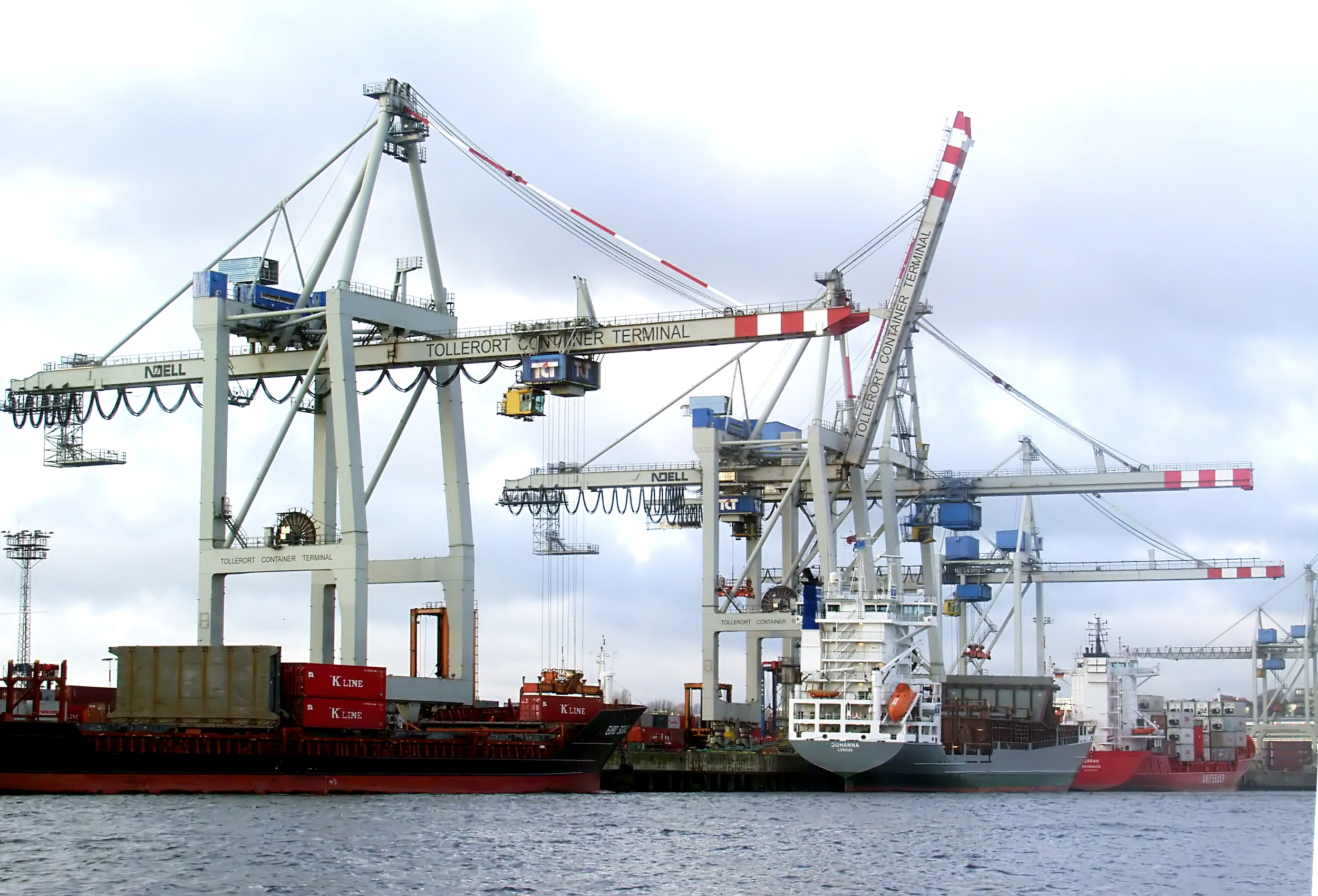
Containerterminal im Hamburger Hafen

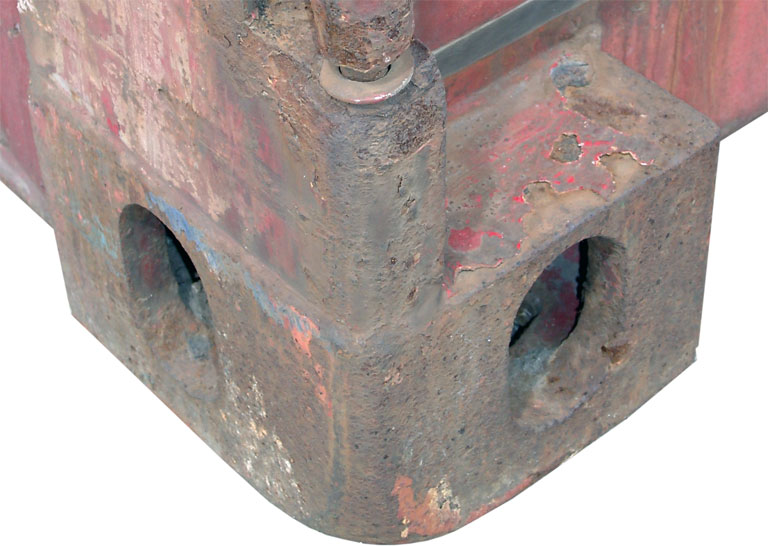
Die standardisierte Containerecke (corner casting) ermöglicht das einfache Stapeln und Verladen

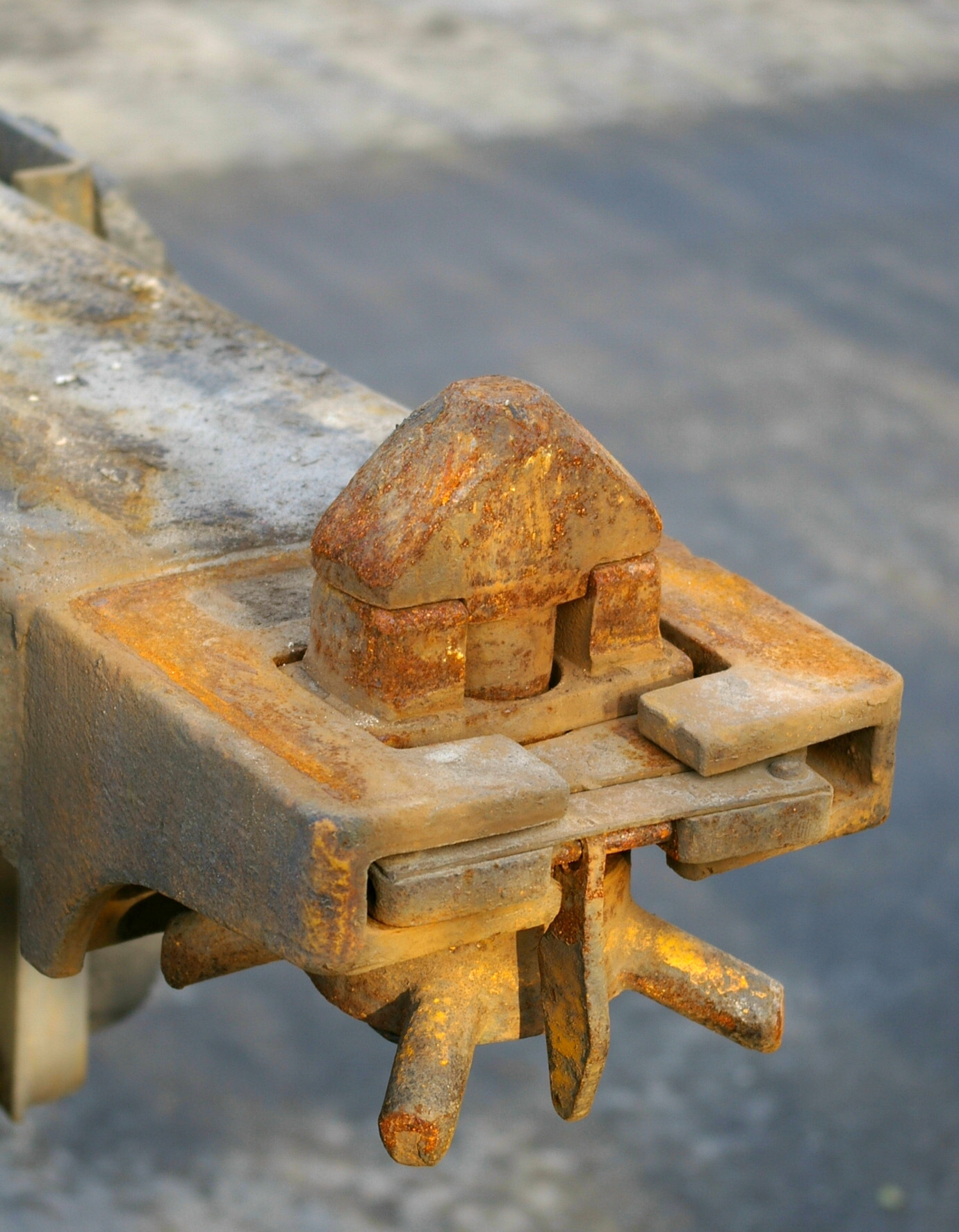
Container-Verriegelung (Twistlock) an einem Lkw-Sattelauflieger mit Handrad und Sicherung

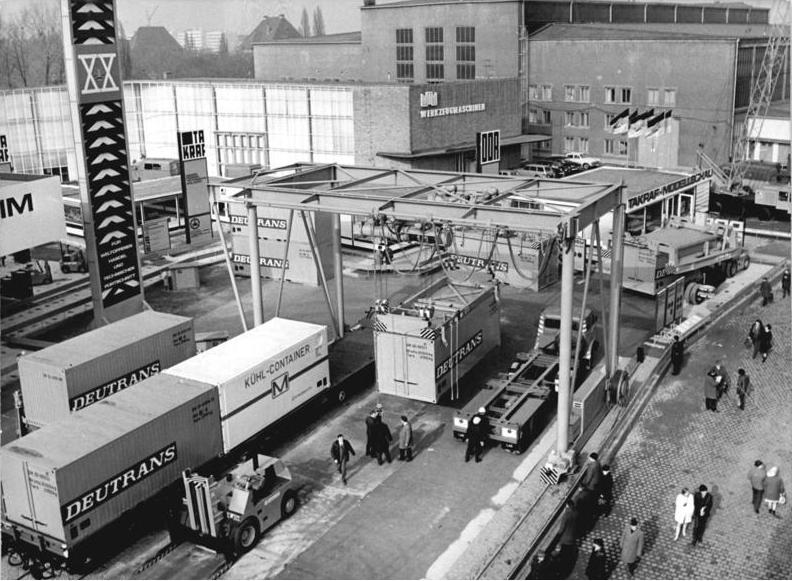
Container-Umschlagsystem 1969 auf der Frühjahrsmesse in Leipzig

## Schiffsgrößen
Vollcontainerschiffe werden nach ihrer Transportkapazität in Schiffsgrößen und Wasserstraßen eingeteilt. 2018 hatten die größten Containerschiffe der 2. Generation der Triple-E-Klasse eine Kapazität von rund 20.586 TEU, die der OOCL G-Klasse 21.100 TEU. Die 2019 zuerst gelieferten MSC Megamax-24 Schiffe haben eine Kapazität von rund 23.800 TEU.

## Geschichte
Als Urheber der Maße des ISO-Containers gilt der US-Amerikaner Malcom P. McLean, der 1956 zum ersten Mal Großbehälter für den Transport auf Lkw und Schiffen einsetzte. Um das übliche Umladen im Hafen einsparen zu können, soll er als junger Fuhrunternehmer im Jahr 1937 die Idee gehabt haben, zuerst ganze Lastwagen auf Schiffe zu verladen, später nur die Anhänger beziehungsweise Sattelauflieger mitsamt ihren geladenen Behältnissen und schließlich nur noch die Behältnisse selbst.
McLean gründete die Reederei Sea-Land Corporation und ließ alte Öltanker so umbauen, dass an Deck zusätzlich Container geladen werden konnten. Die erste Fahrt führte die so umgebaute Ideal X am 26. April 1956 mit 58 Containern von Newark (New Jersey) nach Houston (Texas). Es dauerte jedoch noch zehn Jahre, bis am 2. Mai 1966 ein Schiff mit Containern, die Fairland, in einem europäischen Hafen (Rotterdam) anlegte; vier Tage später erreichte das Schiff Bremen. Den Durchbruch hatte der Unternehmer McLean schließlich mit der Frachtversorgung des US-Militärs während des Vietnamkriegs, der von 1955 bis 1975 dauerte.
Container wurden damals noch ausschließlich nach amerikanischen Normen gebaut. Da deren Maße nicht auf europäische Straßenverhältnisse anwendbar waren, wurden nach langen Verhandlungen die bis heute genutzten ISO-Normcontainer eingeführt.
Das erste deutsche Containerschiff, die Bell Vanguard, lief 1966 bei der Hamburger Werft J. J. Sietas vom Stapel. 1981 war die Frankfurt Express der Hapag-Lloyd mit einer Stellplatzkapazität von 3420 TEU das bis dahin größte Containerschiff der Welt.

## Aufbau
Container bestehen zum Großteil aus Stahl. Die Herstellung eines Standardcontainers erfolgt in mehreren Schritten: Zuerst wird die Superstructure, das Grundgerüst des Containers aus besonders stabilen Stahlteilen, geschweißt. An deren Ecken befinden sich die Stahlguss-Containerecken, im Fachjargon auch corner-castings oder schlicht corners genannt. Anschließend werden am Boden in Längsrichtung Streben eingezogen. Auf diesen Streben wird der Containerboden montiert, der aus mehreren Lagen von mit Schutzmitteln behandeltem Holz besteht. Da der Boden sehr tragfähig und widerstandsfähig sein muss, bestehen die verwendeten Sperrholzplatten meist aus tropischen Harthölzern. Inzwischen wird auch Material aus Bambus für die Containerböden benutzt, deren Pflanzen zehnmal schneller nachwachsen als tropische Hartholzbäume. Auch die Benutzung von Kompositwerkstoffen mit recyceltem Kunststoff wird untersucht (Wood Plastic Composit Floorboards für Maersk Container Industry (MCI)).
Die Wände des Containers bestehen aus Trapez-Stahlblech (Corrugation) oder seltener glattem Stahlblech. Zuletzt werden das Containerdach und die Türen montiert. Danach wird der Container mit einer schützenden Lackierung versehen und erhält seine Containernummer.
Für die Reederei Hapag-Lloyd wurde 2015 ein neuer Container-Typ mit Stahlboden statt des Holzbodens konstruiert. Durch die spezielle Konstruktion der Sicken im Stahl ist dieser Steel Floor Container bis zu 150 kg leichter als ältere Container.
Zur Qualitätskontrolle werden mehrere Container jeder Baureihe stichprobenartig von einer Klassifikationsgesellschaft geprüft. Entsprechen die Container den Anforderungen, erhält die Baureihe die CSC-Zulassung. Die meisten Container werden heute in China produziert. Der Preis für Seecontainer schwankt aufgrund der volatilen Stahlpreise und Dollarkurse. In der Regel bewegte sich der Preis lange Zeit zwischen 1950 und 2300 US-Dollar.
Infolge der weltweiten COVID-19-Pandemie, gestiegenen Stahlpreisen und erhöhter Nachfrage lag der Preis für einen Neucontainer mit Liefertermin Sommer 2021 bei 6200 US-$.
Optional können an Containern Zusatzelemente angebracht werden, darunter
Gabelstaplertaschen
seitlich im Unterboden gesetzte Löcher mit Verstärkungen, bei 20′-Containern können Gabelstapler so einen leeren Container sicher auf ihrer Gabel heben und transportieren
Goosenecktunnel
zusätzliche Führungen unter dem Container beginnend an der Blindwand, so dass Lkw für Wechselladebehälter den Container sicher halten können.
Plombenbohrung
die Türverriegelung enthält ein zusätzliches Loch, das insbesondere für das Durchstecken von zugelassenen einmal verwendbaren Zollplomben geeignet ist.

## Containertypen

### Standardcontainer
Für den Transport von in Faltschachteln oder Kisten beziehungsweise auf Transportpaletten gepackten Gütern mit gewöhnlichen Abmessungen werden Standardcontainer in den Größen 20 ft, 40 ft und 45 ft High-Cube eingesetzt.
Auf dem nordamerikanischen Markt werden zunehmend High-Cube-Container (HC) mit 45′, 48′ und sogar 53′ (16,15 m) Länge eingesetzt. Für schwere Güter (zum Beispiel schwere Maschinenteile) stehen 20′-heavy-tested-Container (HT) zur Verfügung, die dasselbe maximale Gesamtgewicht aufweisen wie normale 40′- und 45′-Container, das heißt 30 US-Tonnen (27,21554 ISO-Tonnen [t]).
Um ISO-Container (außen ca. 244 cm, innen ca. 235 cm breit) effizient zu füllen wurde das Containermaß für Paletten entwickelt: 1140 × 1140 mm. Neben zwei dieser Paletten verbleibt nur 7 cm Innenbreite als Rangierspielraum.
Für den europäischen Markt gibt es Container mit etwas breiterem Innenraum, die es erlauben, zwei Europaletten quer oder drei längs nebeneinander einzustellen; diese werden als Binnencontainer oder Pallet Wide (PW) bezeichnet. Außerdem erlaubt auch der im nordamerikanischen Binnenverkehr sehr gebräuchliche 53′-Container dank seiner Innenbreite von 2,515 m den Transport von zwei Europaletten quer oder drei längs nebeneinander.
Bei Einsatz von Lang-LKW des Typs „verlängerter Sattelauflieger“ (auch als „Eurotrailer“ bezeichnet) können auch 48′-Container mit bis zu 36 Euro-Paletten im europäischen Straßennetz bewegt werden, da die zulässige Gesamtlänge von 16,50 m auf 17,88 m steigt. Entsprechende Fahrzeuge dürfen zunächst befristet bis zum 31. Dezember 2023 getestet werden; Spediteure und die DEKRA fordern mit Verweis auf den Klimaschutz jedoch die unbefristete Freigabe.
Die in der Tabelle angegebenen Werte für Abmessungen und Gewichte beziehen sich auf Normwerte. In der Praxis können die Daten bedingt durch verschiedene Baureihen geringfügig abweichen.
| Container              | Container              | 20′          | 20′      | 40′          | 40′      | 45′ HC      | 45′ HC   | 45′ PW      | 45′ PW   | 48‘ HC       | 48‘ HC   | 53′ HC       | 53′ HC   |
| Maße                   | Maße                   | englisch     | metrisch | englisch     | metrisch | englisch    | metrisch | englisch    | metrisch | englisch     | metrisch | englisch     | metrisch |
| ---------------------- | ---------------------- | ------------ | -------- | ------------ | -------- | ----------- | -------- | ----------- | -------- | ------------ | -------- | ------------ | -------- |
| Außenmaß               | Länge                  | 19′ 10 1⁄2″  | 6,058 m  | 40′ 0″       | 12,192 m | 45′ 0″      | 13,716 m | 45′ 0″      | 13,716 m | 48′ 0″       | 14,631 m | 53′ 0″       | 16,154 m |
| Außenmaß               | Breite                 | 8′ 0″        | 2,438 m  | 8′ 0″        | 2,438 m  | 8′ 0″       | 2,438 m  | 8′ 2″       | 2,489 m  | 8′ 6″        | 2,591 m  | 8′ 6″        | 2,591 m  |
| Außenmaß               | Höhe                   | 8′ 6″        | 2,591 m  | 8′ 6″        | 2,591 m  | 9′ 6″       | 2,896 m  | 8′ 6″       | 2,591 m  | 9′ 6″        | 2,896 m  | 9′ 6″        | 2,896 m  |
| Außenmaß               | Fläche                 | 160 ft²      | 14,9 m²  | 320 ft²      | 29,7 m²  | 360 ft²     | 33,4 m²  | 368 ft²     | 34,1 m²  | 407 ft²      | 38,0 m²  | 450 ft²      | 41,9 m²  |
| Innenmaß               | Länge                  | 19′ 4 13⁄16″ | 5,898 m  | 39′ 5 45⁄64″ | 12,032 m | 44′ 4″      | 13,556 m | 44′ 4″      | 13,556 m | 47′ 6″       | 14,478 m | 52′ 6″       | 16,002 m |
| Innenmaß               | Breite                 | 7′ 8 19⁄32″  | 2,352 m  | 7′ 8 19⁄32″  | 2,352 m  | 7′ 8 19⁄32″ | 2,352 m  | 8′ 0″       | 2,438 m  | 8′ 3″        | 2,515 m  | 8′ 3″        | 2,515 m  |
| Innenmaß               | Höhe                   | 7′ 9 57⁄64″  | 2,385 m  | 7′ 9 57⁄64″  | 2,385 m  | 8′ 9 15⁄16″ | 2,698 m  | 7′ 9 57⁄64″ | 2,385 m  | 8′ 10 11⁄16″ | 2,710 m  | 8′ 10 11⁄16″ | 2,710 m  |
| Innenmaß               | Fläche                 | 150 ft²      | 13,9 m²  | 305 ft²      | 28,3 m²  | 342 ft²     | 31,8 m²  | 355 ft²     | 32,9 m²  | 392 ft²      | 36,4 m²  | 433 ft²      | 40,2 m²  |
| Innenmaß               | Volumen                | 1.171 ft³    | 33,1 m³  | 2.383 ft³    | 67,5 m³  | 3.020 ft³   | 85,8 m³  | 2.775 ft³   | 78,6 m³  | 3.488 ft³    | 98,9 m³  | 3.851 ft³    | 109,1 m³ |
| Türöffnung             | Breite                 | 7′ 8 1⁄8″    | 2,343 m  | 7′ 8 1⁄8″    | 2,343 m  | 7′ 8 1⁄8″   | 2,343 m  | 7′ 8 1⁄8″   | 2,343 m  | 7′ 8 1⁄8″    | 2,343 m  | 7′ 8 1⁄8″    | 2,343 m  |
| Türöffnung             | Höhe                   | 7′ 5 3⁄4″    | 2,280 m  | 7′ 5 3⁄4″    | 2,280 m  | 8′ 5 49⁄64″ | 2,585 m  | 7′ 5 3⁄4″   | 2,280 m  | 8′ 5 49⁄64″  | 2,585 m  | 8′ 5 49⁄64″  | 2,585 m  |
| Gesamt- gewicht        |                        | 52.910 lb    | 24,00 t  | 67.200 lb    | 30,48 t  | 67.200 lb   | 30,48 t  | 67.200 lb   | 30,48 t  | 67.200 lb    | 30,48 t  | 67.200 lb    | 30,48 t  |
| Gesamt- gewicht        | HT                     | 67.200 lb    | 30,48 t  | –            | –        | –           | –        | –           | –        | –            | –        | –            | –        |
| Leer- gewicht          |                        | 5.140 lb     | 2,33 t   | 8.820 lb     | 4,00 t   | 10.580 lb   | 4,80 t   | 10.580 lb   | 4,80 t   | –            | –        | 11.110 lb    | 5,00 t   |
| Leer- gewicht          | HT                     | 5.290 lb     | 2,40 t   | –            | –        | –           | –        | –           | –        | –            | –        | –            | –        |
| Nutzlast               |                        | 47.770 lb    | 21,67 t  | 58.380 lb    | 26,48 t  | 56.620 lb   | 25,68 t  | 56.620 lb   | 25,68 t  | –            | –        | 56.090 lb    | 25,44 t  |
| Nutzlast               | HT                     | 61.910 lb    | 28,08 t  | –            | –        | –           | –        | –           | –        | –            | –        | –            | –        |
| Kapazität Europaletten | Kapazität Europaletten | 11 Stück     | 11 Stück | 25 Stück     | 25 Stück | 27 Stück    | 27 Stück | 33 Stück    | 33 Stück | 36 Stück     | 36 Stück | 40 Stück     | 40 Stück |

Standardcontainer sind 8 Fuß und 6 Zoll hoch (2,59 m). Weiterhin gibt es für den Großteil der Containerarten auch die Ausführung „High-Cube“ (HC, auch als HQ High-Quantity bezeichnet). Diese Container haben eine Höhe von 9 Fuß und 6 Zoll (2,90 m). Die Abmessungen sind immer so gewählt, dass Container auch mit Lkw, Eisenbahn und Binnenschiff befördert werden können.

### Tara und Wiegen
Das Leergewicht des Standardcontainers liegt bei 2300 Kilogramm (kg) für einen 20-Fuß-Container und 3900 kg für einen 40-Fuß-Container. Die Zuladung beträgt bei 20-Fuß-Containern rund 21,7 Tonnen (t) bei 33 Kubikmeter (m³) Volumen. Ein 40-Fuß-Container fasst 26,5 t bei 67,6 m³ Volumen. Dies sind Standard-Angaben. Jedoch sollte bei der Beladung von Containern beachtet werden, dass in vielen Ländern für den Straßentransport ein Maximalgewicht inklusive Fahrzeug gilt. Ein 40-Fuß-Container, der mit 26,5 t Ladungsgewicht gepackt ist, kann in Deutschland und Österreich beispielsweise auf der Straße befördert werden, weil im kombinierten Verkehr (d. h. Schiene – Straße – Wasserweg) 44 t Gesamtgewicht zulässig sind. Ein Container, sowohl 40-Fuß- als auch 45-Fuß-HC, darf ein Bruttogewicht von 30.480 kg haben.
Für den Transport von ISO-Containern mit Seeschiffen gilt seit Sommer 2016 eine Verpflichtung, das Gewicht der einzelnen Container vor oder bei der Verladung festzustellen (durch Wiegen) und festzuhalten (als Bestandteil der Schiffspapiere). Hintergrund ist das Internationale Übereinkommen zur Sicherheit auf See (SOLAS).
Bei der Lagerung im Freien können üblicherweise bis zu sechs Container übereinandergestapelt werden.

### Sondergrößen
Auch im ISO-System gibt es eine Vielzahl an Sondermaßen:
- Es gibt weitere Höhenabmessungen der Container. Üblich sind Höhen, die beim Straßentransport ohne Beschränkungen gefahren werden können.
- Es gibt weitere Längenmaße, die eine bessere Raumausnutzung im Land-, aber nicht im Seetransport unterstützen. Insbesondere auf dem amerikanischen Markt werden immer mehr 45 Fuß (13,72 m) lange Container eingeführt. Diese bieten mehr Laderaum, was besonders bei voluminösen Transportgütern vorteilhaft ist. 45-Fuß-Container können auch regulär auf Lkw-Containerchassis befördert werden, sie halten dabei die in Europa maximal erlaubte Gesamtlänge des Lkw-Sattelzuges ein. Der 45-Fuß-Container ist eine direkte Konkurrenz zu den in Europa üblichen Sattelaufliegern. So sollen 45-Fuß-Container aus Sicht der Reedereien konventionelle Sattelauflieger ersetzen. Längere Container erhöhen noch nicht die Packungsdichte mit Euro-Paletten (von 120 cm × 80 cm). Diese können darin nur mit einer Querreihe und einer Längsreihe nebeneinander gestaut werden, nützen also von rund 235 cm Innenbreite nur 200 cm oder 85 % aus. Das ist, zusammen mit seiner hohen Tara-Masse, ein gewichtiger Nachteil des Containers gegenüber dem Transport als Paletten direkt im Sattelauflieger oder Hängerzug.
- Breite: Einige Reedereien haben daher die vorwiegend im europäischen Raum eingesetzten breiteren (palettenbreite, englisch: Pallet Wide, PW) Binnencontainer eingeführt, die bei etwas vergrößerter Außenbreite von 248–250 cm noch in das ISO-Verlade-Raster passen und doch bei 244 cm Innenbreite gerade drei Paletten nebeneinander längs oder zwei Paletten quer (zusammen je 240 cm) mit etwas Luft aufnehmen. In einen Container 45′ PW mit 13,556 m Innenlänge passen 33 Paletten (30 quer, und die letzten 3 längs) genau wie in einen klassischen Sattelauflieger fast identischer Innenmaße. Nur wenige besonders ausgestaltete Container und Ladeplattformen bieten allerdings eine Ablademöglichkeit zur Seite oder nach oben.
- Auch in Australien werden Container eingesetzt, welche optimal auf den Transport von Ware auf Europoolpaletten abgestimmt sind; Beispiel ist hier der Einsatz von 48′-Containern, die bei Außenmaßen von 14.630 mm × 2.500 mm × 2.896 mm und Innenmaßen von 14.470 mm × 2.422 mm × 2.698 mm (jeweils L×B×H) bis zu 36 Europoolpaletten fassen können.[16]

Für den doppelstöckigen Bahntransport wurden in China und Indien höhenreduzierte und dabei eventuell etwas verbreiterte Container entwickelt. In Indien gibt es den Begriff Dwarf Container (Zwerg). Inzwischen werden aber auch dort normal hohe oder sogar HC Container verwendet.

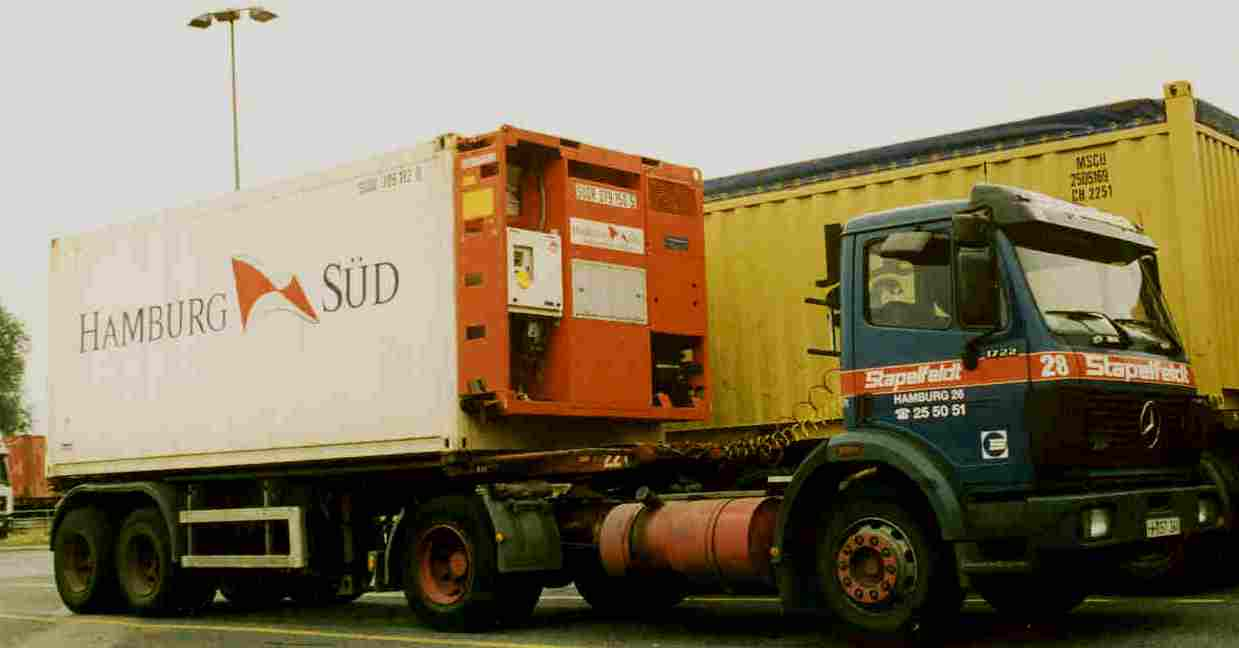
20-Fuß-Porthole-Container mit Clip-On-Unit für den Lkw-Transport

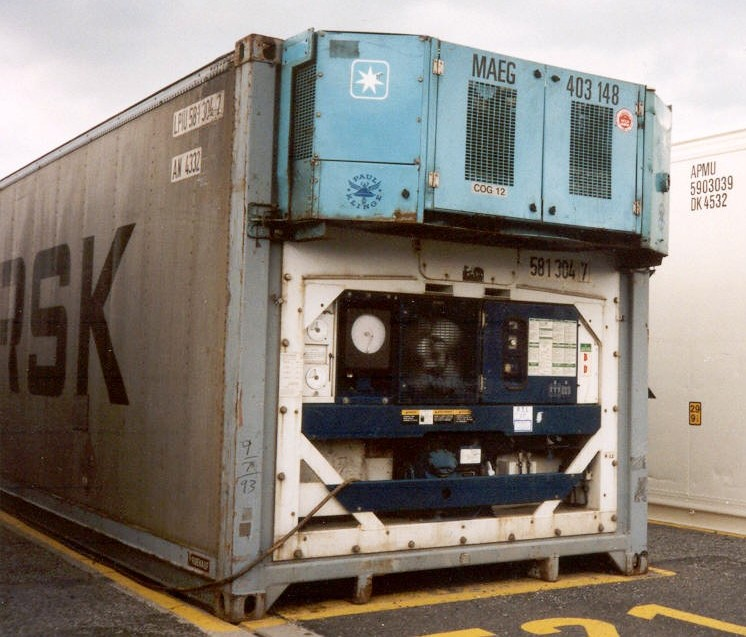
Blick auf die Stirnseite eines Integralcontainers mit einem Stromaggregat im Hafen (Genset)

### Kühlcontainer (Reefer)
Kühlcontainer (engl. reefer container) werden in zwei Kategorien eingeteilt: Container, die mit Kaltluft aus der schiffsfesten Ladungskühlanlage gekühlt werden (Conair-Container, Porthole-Container), und Container mit integrierter Kälteanlage (Integralcontainer, Integral-Reefer).
Conair-Container sind doppelwandige, mit einer Wärmedämmung versehene Container, die auf einer Stirnseite zwei übereinanderliegende kreisrunde Öffnungen (Portholes) besitzen, die von Federverschlüssen geschützt werden. Diese Öffnungen dienen der Zu- und Abfuhr von Frischluft. Wird der Conair-Container in ein mit Conair-Kühlanlage ausgerüstetes Schiff geladen, öffnen sich die Verschlüsse, und Kühlluft, die von der zentralen Kühlanlage erzeugt wird, kann im Container zirkulieren. Diese Container wurden inzwischen von Integralcontainern abgelöst, da sie aufgrund der fehlenden Eigenständigkeit nur schwer im Inland und auf nicht präparierten Schiffen genutzt werden konnten (Clip-On-Unit notwendig, siehe unten).
Integralcontainer verfügen über eine eigene Kühleinheit, die in der der Tür gegenüberliegenden Stirnwand eingebaut ist und mit elektrischem Strom betrieben wird. Jeder Container kann separat auf eine Kühl- oder Heiztemperatur eingestellt werden, die von der eingebauten Elektronik laufend überwacht und aufgezeichnet wird. Beim Inlandstransport benötigt der Container keine Clip-On-Unit (siehe unten), sondern kann mittels eines am Lkw-Chassis montierten Gensets (Generator) mit Strom versorgt werden. Die Gesamtzahl aller Kühlcontainer betrug Ende 2012 rund 2,2 Mio. TEU.
Um das zusätzliche Gewicht der Kühlanlage zu kompensieren, werden bei Integral-Reefern häufig Wände aus Aluminium verbaut.
Bei den Kühlcontainern unterscheidet sich bedingt durch die Isolation des Weiteren die Innenbreite/-länge/-höhe von der eines normalen ISO-Containers.

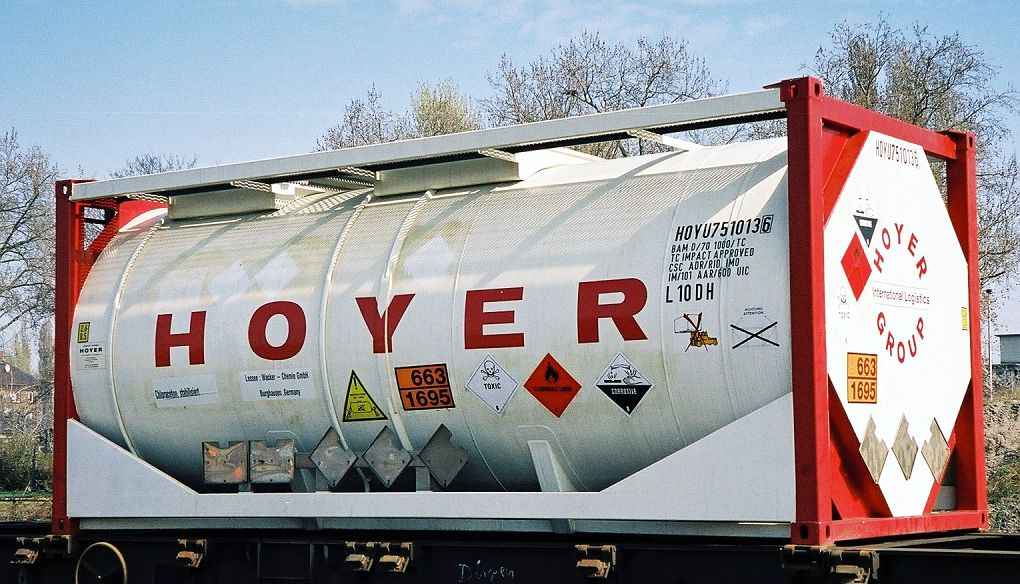
Tankcontainer für Gefahrgut

### Tankcontainer
Bei Tankcontainern (englisch: tanktainer) handelt es sich um einen Tank für flüssige oder gasförmige Stoffe, der in einen Rahmen eingebettet ist, der der Superstructure einer TEU oder FEU entspricht. Je nach Transportgut können Kühl-, Heiz- oder Rühraggregate eingebaut sein. Insbesondere bei Stoffen mit hoher Dichte muss das Gesamtgewicht für die Ladeposition im Schiff beziehungsweise das Transportmittel berücksichtigt werden. Tankcontainer erhöhen massiv die Umschlagsgeschwindigkeit gegenüber Tankwagen.

### Weitere Containerarten

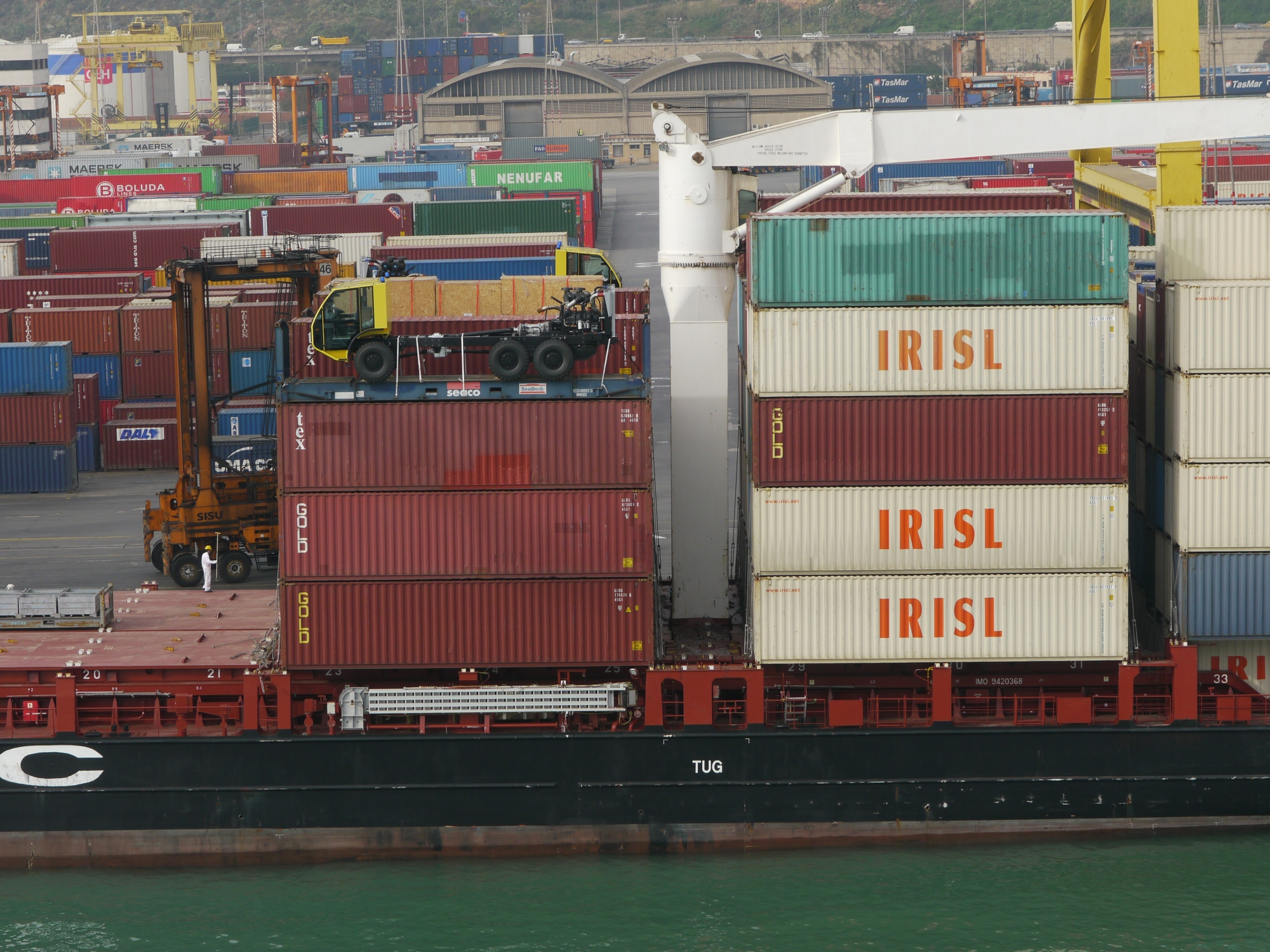
Plattformcontainer mit Lastwagen

Air/Surface container
Collapsible Iso-Container
zerlegbare Seecontainer, OpenSeaContainer
Conair container
Isoliercontainer ohne eigenes Kühlaggregat, der jedoch durch Zuführung gekühlter Luft durch eine stationäre (z. B. zentrale Schiffskühlanlage) oder mobile (Clip-On Unit) Kühlanlage genau temperiert werden kann. (Werden auch als porthole units bezeichnet, im Gegensatz dazu: Kühlcontainer mit eigenem Kühlaggregat: integrated units)
Double doors
Container mit Türen an beiden Enden
Dry bulk container
Schüttgutcontainer, die in der Decke eine Beladeöffnung und im unteren Bereich der Tür eine Schüttöffnung zum Entladen besitzen (englisch dry bulk Schüttgut)
Flatracks container
Container, die keine Seiten und Decke besitzen, jedoch Stirnseiten
Folding (collapsible) containers
Container mit klappbaren Seiten
Fullside access containers
Container mit vollkommen zu öffnender Seite
General purpose container with ventilation
aktiv belüftete Vielzweckcontainer
General purpose container without ventilation
unbelüftete Vielzweckcontainer
Insulated container
Isoliercontainer
Named cargo container
Viehtransport, Automobile etc.
Offshore/Office container
Container mit speziellem Innenausbau, oft explosionsgeschützt mit Mess- oder Labortechnik oder Büroausstattung
Openside container
Container mit einer Seitentür
Open-top container
Container mit einer Plane anstatt eines soliden Daches
Pallet wide container
verbreiteter Dry Container, um eine optimale Auslastung mit Europaletten zu erreichen
Platform (container)
Platform-based containers
Container mit superstructure
Thermal container (refrigerated, refrigerated and/or heated)
temperierte Container
Auf der Grundlage der ISO-Container haben sich weitere Containertypen entwickelt.
Die wichtigsten sind:
Lagercontainer
leichtere Bauweise, in folgenden Hauptgrößen erhältlich: 6′, 8′, 10′, 15′, 20′
Containergebäude (auch Bürocontainer)
haben an Gemeinsamkeit mit ISO-Containern nur die Abmessungen (meist 20′) sowie die Arretierungen an den vier Ecken der Bodenplatte, meist auch die Arretierungen auf dem Dach. Es handelt sich um voll isolierte Container, die bereits fertig installiert sind und ursprünglich nur auf Baustellen als Baustellencontainer zum Einsatz kamen. Mittlerweile werden diese von Büros bis hin zu Kindergärten eingesetzt. Die Belastbarkeit (Stapellast) liegt jedoch weit unterhalb derjenigen von ISO-Containern; es können keine oder nur wenige ebenfalls leichte Bürocontainer übereinander gestapelt werden. Dank der Standardmaße können sie leicht mit einem zum Containertransport geeigneten Lkw zur Baustelle gebracht werden, wo ein Baustellenkran sie von der Ladefläche hebt und auf ihren Platz stellt. Neuere Projekte nutzen die stärkere Belastbarkeit von tatsächlichen gebrauchten oder neuen ISO-Containern für den Bau von größeren Gebäuden (bis zu neun Etagen) sowie für Gebäude mit längerer Lebensdauer (Hotels, Studentenwohnheime). Dabei tritt der temporäre Charakter zurück gegenüber den Vorteilen des schnellen und kostengünstigen Aufbaus der Gebäude. Eingesetzt werden voll isolierte und eingerichtete 20′- und 40′-Container.

### Zerlegbare Seecontainer
Die unausgeglichenen Handelsströme zwischen Osten und Westen machen es erforderlich, leere Container zu repositionieren, also an einen Ort zu bringen, an dem diese wieder Ladung aufnehmen können. Weltweit werden ca. 30 % aller Seecontainer ohne Ladung umgeschlagen. Leere Container verursachen hohe Kosten für den Transport, Lagerung und Verladung. Der Containerverkehr wächst weltweit um ca. 7 % pro Jahr. Damit steigen der Leertransport- und Lagerflächenbedarf erheblich, was zu nicht unerheblichen Kosten führt.
Ein Ansatz, um das Leercontainer-Problem zu verringern, ist, die Container zusammenzuklappen. So können mehrere leere Container auf einem Stellplatz (= Slot) transportiert und gelagert werden. In der Vergangenheit hat es eine Reihe von Versuchen gegeben, die Logistikkette mit klappbaren Seecontainern zu verbessern. Diese Systeme sind jedoch alle gescheitert.
Gründe hierfür:
- die Container verloren die Zulassung während des Betriebs
- die Container waren mechanisch anfällig
- es besteht Unfallrisiko beim Aufbau bzw. beim Zerlegen
- hohe Kosten entstehen bei der Montage und Demontage

Klappcontainer-Projekte:
1. Fallpac
2. Foltainer
3. OpenSeaContainer
4. SIO „Six-In-One“ „6-in-1“

Das OpenSeaContainer-Projekt greift den Ansatz des Unternehmens Leanbox auf, die einen Container entwickelt hat, den man mit der Hilfe einer speziellen Maschine zerlegen und remontieren kann. Die Rechte an diesem See-Container sind an die Peer Engineering Plattform PeerToProduct.com übergegangen. PeerToProduct hat die Konstruktionsdaten und Testresultate unter einer speziellen GNU General Public License für physische Produkte veröffentlicht.

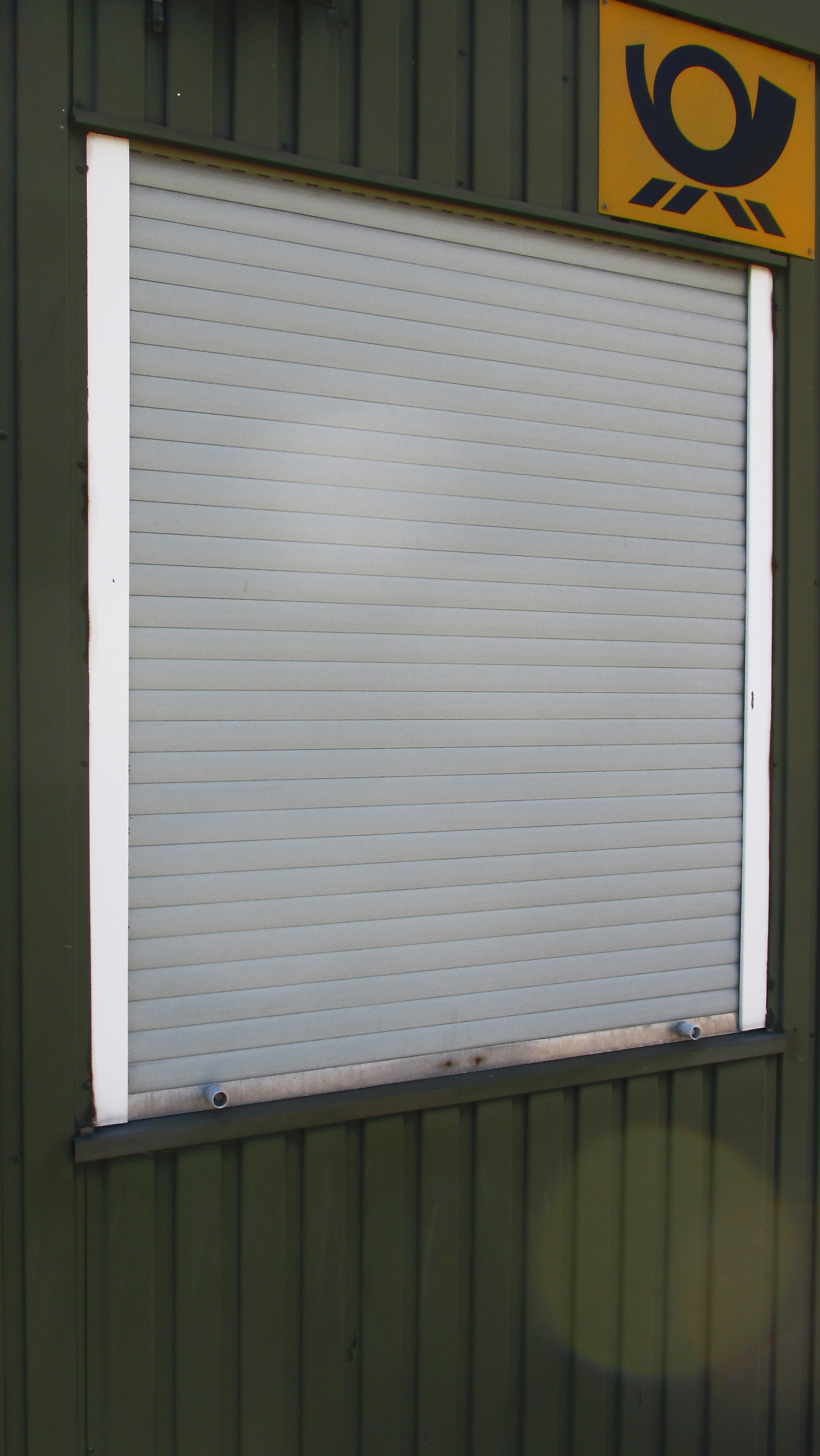
Feldpostamt der Bundeswehr – Mobiler ISO-Container

### Weitere Container
- Sanitärcontainer – ausgestattet mit Duschen, Toiletten, Urinalen, Handwaschbecken oder Ähnlichem. Diese sind nur noch mit Wasserzulauf und Abwasserablauf sowie mit Strom zu versorgen und dann sofort einsatzbereit.
- Containerkläranlagen – ausgestattet mit der gesamten Technik einer Kleinkläranlage, wird bei Festivals, Volksfesten in unerschlossenen Gebieten und ähnlichen Gegebenheiten eingesetzt, bei denen keine Möglichkeit besteht, Fäkalien in die Abwasserkanäle einzuspeisen. Hier können beispielsweise Sanitärcontainer angeschlossen werden. Das Endprodukt der Containerkläranlage sind gereinigte Abwässer, die in die Umwelt entlassen werden können.
- Notstromaggregate – ausgestattet mit einem Aggregat zu Stromerzeugung und einem integrierten Tank für den benötigten Dieselkraftstoff.
- Serverfarm – ausgestattet mit einer kompletten IT-Infrastruktur aus Standardkomponenten um im Fall des Totalverlustes eines IT-Standortes schnell einen operablen Ersatz für verlorene Hardware im Rahmen eines Disaster Recovery herzustellen.

Militär, Feuerwehren und der Katastrophenschutz verwenden ebenfalls Containersysteme im ISO-Format um Module für einen bestimmten Zweck an einen bestimmten Einsatzort zu versetzen und das Ladefahrzeug anderweitig verwenden zu können, in der Regel zum Transport weiterer Module:
- Feuerwehren und der Katastrophenschutz verwenden Container mit jeweils speziellem Material zur Abwehr und Bekämpfung spezifischer Gefahren.
- Beim Militär werden Container als absetzbare, komplett eingerichtete Basis für die Telekommunikation (Funk) eingesetzt. Ferner findet bei der Bundeswehr der ISO-Container Einsatz als mobiles Postamt (Feldpost) oder aus mehreren Sanitätscontainern in Kombination mit Zelten als Feldlazarett.
- Bei großen Telekommunikationsanbietern (z. B. der Deutschen Telekom) werden ISO-Container im Rahmen des Disaster Recovery z. B. bei Überschwemmungen und anderen Großlagen eingesetzt. Hier können ganze Netzknoten (Vermittlungsstellen) auf Basis des ISO-Containers aufgebaut werden.

## Kennzeichnung
Die großen, offen sichtbaren und visuell/optisch lesbaren Kennzeichen gemäß ISO 6346 für Container in Bauformen gemäß ISO 668 dienen der Transportabwicklung. Diese Kennzeichen dienen allenfalls mittelbar der Transportsicherheit oder dem Schutz der Ladung oder des Transportfahrzeugs.
Die Container tragen verschiedene Kennzeichen als
- Herstellerkennzeichnung
- Eigentumsbezeichnung oder Besitzerbezeichnung (Zuordnung zu einem Behälterpool)
- Klassifizierung für den Gebrauch
- eindeutige Identifizierung unter Registrierung des BIC
- Gefahrgutkennzeichnung gemäß UN-Regeln
- Referenzinformation zur Steuerung der Transportvorgänge
- Referenzinformation für die Ladungspapiere
- Kontrollinformation für die Transportsicherheit

Für alle Zwecke wird bisher ein Kennzeichen des Herstellers auf dem Typenschild und eine Klarschriftkennzeichnung auf fünf der Oberflächen (Unterseite ohne Kennzeichen) verwendet. Optisch besser lesbare Codes und/oder elektronisch lesbare Kennzeichen wurden bisher nicht standardisiert.

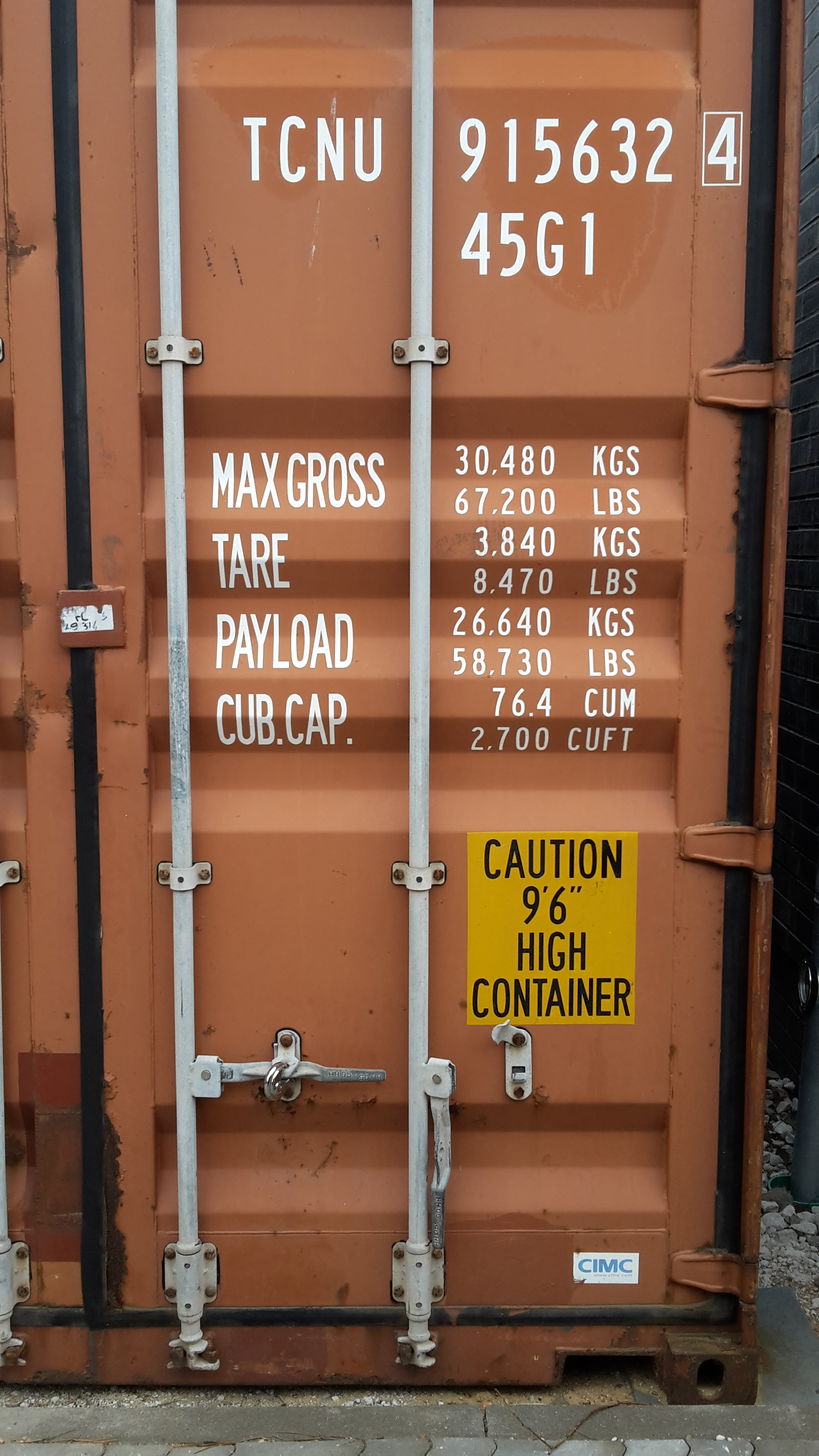
Tür eines Containers mit BIC-Nummer

Die Kennzeichnung von Containern in Klarschrift ist nach ISO 6346 international einheitlich genormt. Diese Norm beschreibt lediglich optisch lesbare Kennzeichen in Klarschrift. Gemäß ISO 15459-2 ist die herausgebende Stelle (issuing agency) für diese Kennzeichen das Internationale Containerbüro Bureau International des Containers et du Transport Intermodal (BIC) mit Sitz in Paris.
Jeder Container erhält dort bei der Registrierung seine weltweit eindeutige Containernummer, die an beiden Stirnfronten deutlich sichtbar angebracht wird. Sie besteht aus vier Standardbuchstaben (jeweils A–Z, an vierter Stelle bisher jedoch nur bis U), sechs Ziffern sowie einer aus allen 10 Zeichen und Stellen errechneten Prüfziffer, die eine fehlerhafte Erfassung durch Zahlendreher nahezu ausschließt. Eine Online-Überprüfung ist in einer Eingabemaske auf der Website der BIC möglich. Die Berechnung der Prüfziffer wird in der Norm EN 13044-1 Anlage A beschrieben.
Die Containernummer des ganz oben abgebildeten 40-Fuß-Containers ist an der dritten Stelle ungenau lesbar und bietet daher ein gutes Beispiel: weder ein Q noch ein G führen hier zum Ziel (Prüfziffer jeweils 3), erst die korrekte Eingabe „LSCU 107737“ gibt die 9 zurück. Das Beispiel zeigt jedoch auch, dass Nummern mit den ähnlichen Buchstaben G und Q verwechselt werden können (oder auch andere Buchstaben mit 10 Positionen Abstand im Alphabet, wie zum Beispiel H und R).
Die Standardisierung der Container und ihrer Kennzeichen wird in der ISO-Kommission JTC1, einer gemeinsamen Kommission der TC104 und TC122, betrieben, die von Reedereien und Verladern dominiert wird.
Weitere, aber nur in einzelnen Relationen verbreitete Kennzeichen nach dem Stand der Technik sind solche mit RTLS-Tags nach ISO/IEC 18000 und mit optischen Codes, auch mit Data Matrix Codes nach ISO/IEC 16022. Die Standardisierung dieser Kennzeichen entwickelt sich allmählich weiter.
Im Zuge der Verbreitung der pallet-wide-Container in Europa wurde die Intermodal Loading Unit (ILU) Initiative der EU gestartet. Diese zeigte Vorteile, wenn der Transport per Container und Wechselbehälter vereinheitlicht wird. Dies führte zur Einführung des ILU-Codes per Standard EN 13044, der das gleiche Format wie der bei ISO-Containern verwendete BIC-Code hat – das Internationale Containerbüro BIC verpflichtete sich, für ISO-Container nur Eigentümercodes zu vergeben, die an vierter Stelle ein U, J oder Z haben. Die neugeschaffene Vergabestelle der UIRR (Internationale Vereinigung der Gesellschaften für den Kombinierten Verkehr Schiene-Straße) wird für Wechselbehälter nur Eigentümercodes vergeben, die an vierter Stelle ein A, B, C, D oder K enthalten – Inhaber eines BIC-U können die Ausgabe eines ILU-K mit gleicher voranstehender Ziffernfolge beantragen. Seit Juli 2011 begann die Vergabe der ILU-Codes, seit Juli 2014 werden im intermodalen Verkehr nur noch Wechselbehälter mit ILU-Code akzeptiert und ab Juli 2019 müssen alle Behälter ein standardkonformes Schild tragen.

### Transportsicherheit und Schutz
Die Transportsicherheit der Container wird im Grundsatz nach denselben Kriterien organisiert wie vor deren Einführung (ca. seit 1968) bereits im europäischen und US-amerikanischen Eisenbahnverkehr üblich. Neu eingeführt und ebenfalls international einheitlich genormt sind gegenüber anderen Transportformen die genormten Eckbeschläge für die Handhabung. Neu gegenüber den seinerzeit üblichen Standards im Eisenbahnverkehr (um 1968) haben die Container
- Verschluss als Schutz gegen Seewasser und gegen Schlagregen (nicht druckfest)
- Verriegelung gegen zufälliges Öffnen beim Transport
- Versiegelung im Interesse des Zolls und des Frachtführers

Anders als im europäischen Eisenbahnverkehr für Güterwagen üblich tragen die Container
- keine Information über Herkunftsort und Zielort des Transports
- keine Information über den Inhalt am Behälter (eine Ausnahme stellt Gefahrgut dar; in diesem Fall muss eine Kennzeichnung über die Art des Gefahrgutes außen am Container angebracht werden, ab 4000 Kilogramm außerdem die UN-Nummer)

Weitere technisch aufwändige Sicherheitseinrichtungen sind in einzelnen Fällen in Gebrauch, wie:
- Detektions- und Signaleinrichtung für Öffnungsalarme
- Mess- und Signaleinrichtung für Standortmeldungen

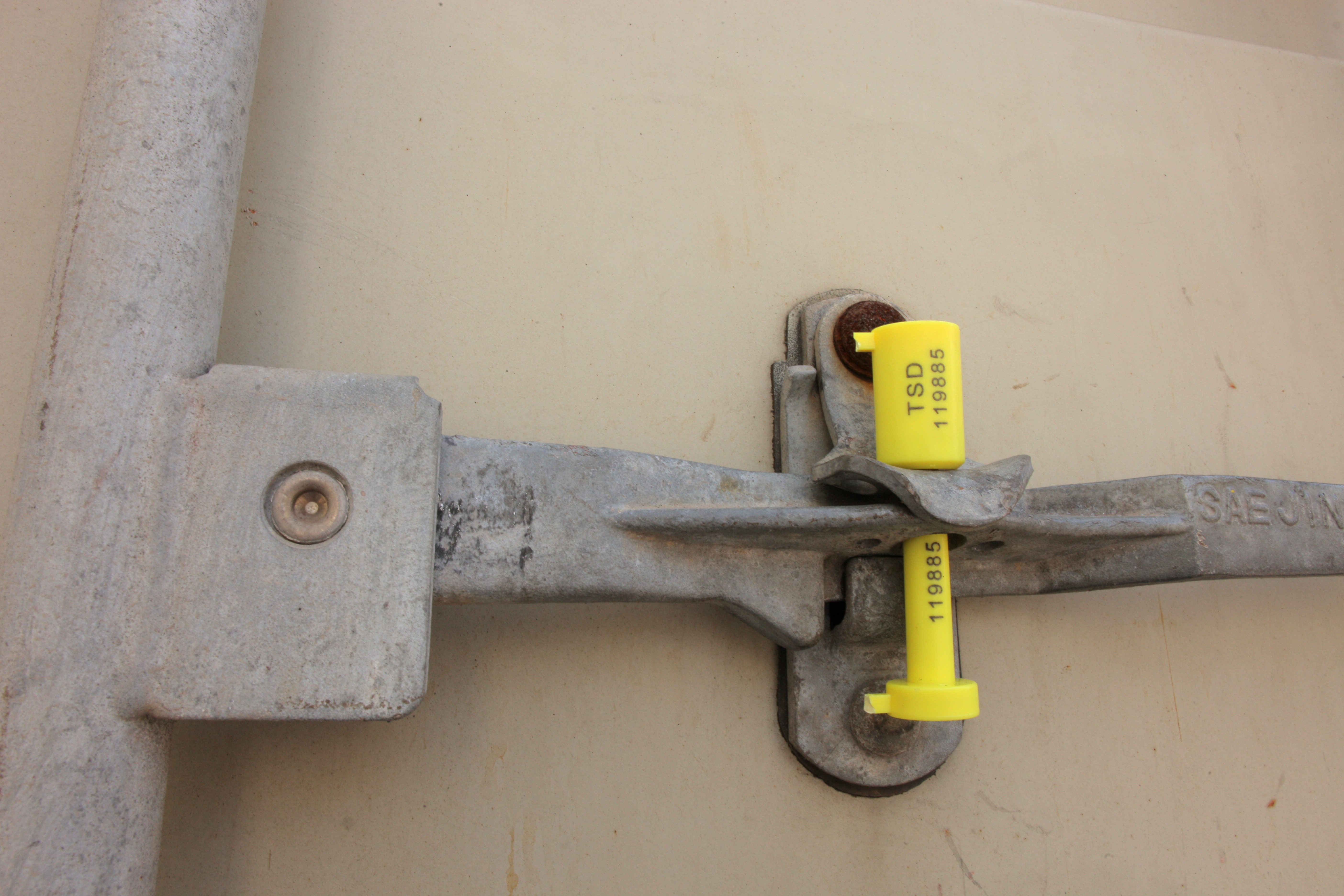
Verschlusssicherung durch ein Bolzensiegel (Stahl mit Kunststoffmantel und Identifikationsnummer)

- Mess- und Signaleinrichtung für Transportbedingungen (Kühltemperatur, Feuchte, Schock)

### Verschlusszustand und Sicherheitsinformation
Der Container wird durch den Versender gepackt. Dieser trägt auch die Gewähr für die ordnungsgemäße Deklaration des Inhalts (nur in den Begleitpapieren) und dessen sichere Befestigung (zur Vermeidung von Schwerpunktsänderungen). In der weiteren Handhabung durch den Frachtführer (Spediteur, Reeder) und durch den Verladebetrieb gibt es weltweit keinerlei Gebrauch von Einrichtungen, die feststellen können:
- wer den Container gepackt hat,
- wer den Container geöffnet hat,
- wer den Container transportiert hat.

Daher werden alle erweiterten Maßnahmen zur Containersicherheit allein auf die Unversehrtheit des Verschlusszustandes abgestellt. Ein erkennbar geöffneter Container bleibt daher so lange stehen, bis die Unbedenklichkeit des Verschlusszustandes erneut geprüft und bescheinigt wurde.
Die Transportsicherheit wird jeweils vorlaufend zum physischen Transport dokumentiert und wiederholt durch zertifizierte Transportunternehmen geprüft. Spätestens 24 Stunden vor dem Verladen wird eine verlässliche Sicherheitsinformation durch den Zoll festgestellt oder der Container bleibt stehen, bis diese Information mit demselben Zeitabstand zur Verladung verfügbar ist. Einzelheiten zum Kontrollverfahren werden fortlaufend den Risikoanalysen der Sicherheitsbehörden und des Zolls angepasst.
Für Luftfrachtcontainer gibt es keinen vergleichbaren Verschlusszustand.

## ISO-Container und Arbeitsschutz
Öffnen und Entladen von ISO-Containern für Kontrollzwecke oder zum Warenumschlag bergen vielfältige Gefährdungen und Gesundheitsrisiken. Davon betroffen sind etwa Beschäftigte im Hafen, die Frachtcontainer für Kontrollzwecke oder zum Umladen der Ware öffnen. Aus Studien ergibt sich, dass etwa jeder fünfte Import-Frachtcontainer gesundheitsgefährdende Schadstoffkonzentrationen aufweist.
Die durch Begasungsmittelrückstände, Industriechemikalien oder Schimmel belastete Containerluft kann beim Einatmen zu einer Gesundheitsgefährdung der Beschäftigten führen. Darüber hinaus bestehen auch mechanische Unfallgefahren, zum Beispiel durch herabfallendes oder umstürzendes Ladegut.
Für begaste Frachtcontainer gibt es Kennzeichnungsvorschriften mit Warnhinweisen. Häufig fehlen diese Kennzeichnungen jedoch oder weisen Mängel auf, sodass unerwartete gefährliche Situationen entstehen können. Als „begast“ geltende Container dürfen nach der Gefahrstoffverordnung nur durch sach- oder fachkundige Personen geöffnet werden. Entsprechende Regelungen fehlen jedoch für Industriechemikalien und biologische Agenzien. Im Rahmen der Gefährdungsbeurteilung müssen alle möglichen Gefährdungen und Belastungen beim Umgang mit ISO-Containern und geeignete Schutzmaßnahmen vorab abgeklärt werden.
Aufgrund der geringen Umwelt-Stabilität von Coronaviren erscheint eine Übertragung des Erregers beim Umgang mit Containern in den meisten Fällen unwahrscheinlich.

## ISO-Container als Geldanlage
Investments in ISO-Container galten für lange Zeit als lukrativ, zeigten sich aber Mitte der 2010er Jahre nach Insolvenzen der Hamburger Magellan-Gruppe sowie Subunternehmen der P&R-Gruppe tendenziell als Fehlinvestition. Ab 2019 waren nach COVID-19-Pandemie und tagelanger Blockade des Suezkanals aufgrund einer Schiffshavarie ISO-Container sehr knapp.